# Patricia Dainton
Patricia Dainton (Hamilton, 1930. április 12. – 2023. május 31.) brit színésznő.

## Fiatalkora
Anyja, Vivienne Black filmes és színpadi ügynök volt. Tízévesen Londonba költözött. Az Italia Conti Színházművészeti Akadémián és a Cone tánciskolában tanult. 

## Magánélet
Férje Norman Williams brit színész volt. Négy gyerekük született.

## Filmográfia
- Dancing with the Crime (1947)
- Love in Waiting (1948)
- Castle in the Air (1952)
- Hammer the Toff (1952)
- Paul Temple Returns (1952)
- Tread Softly (1952)
- Operation Diplomat (1953)
- No Road Back (1957)
- The Passionate Stranger (1957)
- At the Stroke of Nine (1957)
- Witness in the Dark (1959)
- The House in Marsh Road (1960)
- The Third Alibi (1961)
- Ticket to Paradise (1961)